# Marie Berdenis van Berlekom
Maria Catharina (Marie) Berdenis van Berlekom (Middelburg, 2 december 1860 – Den Haag, 27 februari 1922) was een Nederlands pianiste en zangeres, maar bovenal muziekpedagoge.
Ze werd geboren binnen het gezin van arts Johan Pieter Berdenis van Berlekom en Josina van den Broecke. Ze is de oudere zuster van Mathilde Berdenis van Berlekom. Ze bracht als jonge vrouw een bezoek aan lezingen van Multatuli, maar ook aan zijn woning te Nieder-Ingelheim en ze correspondeerde met hem. Ze overleed te Den Haag aan een beroerte. Ze is begraven/gecremeerd op begraafplaats Westerveld.
Haar muzikale opleiding kreeg ze van 1880 tot 1884 aan het conservatorium van Keulen. Ze studeerde vervolgens nog piano bij James Kwast, zang bij Paul Hoppe, harmonieleer en contrapunt bij Gustav Jensen. Aanvullende studies vonden plaats te Frankfurt am Main en Parijs. Haar voornaamste inkomsten haalde ze uit het geven van muzieklessen op allerlei gebied. Zowel Sepha Mazzola als Gerard Zalsman als Line Bröcker was beginnend leerlinge van haar. Daarnaast was ze te horen en zien als solopianiste in Middelburg, maar ook te Kampen. Ze gaf leiding aan het meisjeskoor "Ons Huis" van de Middelburgse Toynbee-vereeniging. Met dat koor nam ze onder meer deel aan de "Nationale tentoonstelling van de vrouwenarbeid" in Den Haag, 1898. Ze gaf voorts lezingen op het gebied van muziek (bijvoorbeeld Nationaal Muziekcongres 1912) en schreef ze een aantal artikelen, bijvoorbeeld voor het blad Caecilia. Verder schreef ze een pleidooi om de zanglessen op lagere scholen te verbeteren.
Zij bekleedde van 1900 tot 1902 de functie van secretaresse van het Middelburgs comité voor de Boerenkrijgsgevangenen en hun vrouwen en kinderen in concentratiekampen. Dankzij steun van componist Daniël de Lange en het Concertgebouworkest konden bijvoorbeeld enkele muziekinstrumenten verzonden worden. In 1914 had ze zitting in een comité ten behoeve van de Ambulance voor België ; een jaar later was ze betrokken bij een inzameling voor het Belgische Rode Kruis.
Ze gaf leiding aan uitvoeringen van Jantje in Modderstad (een kinderzangspel van N. van der Linden van Snelrewaard-Boudewyns in februari 1906 voor "Hulp in Nood" en "Vlissingsche Vrouwenvereeniging") en Prinzessin Ilse van Anton Krause.
Aan haar is opgedragen Rosette van Giulio Ricordi. Het is een bewerking van het liedje Roosje van Jacobus Bellamy, uit Vlissingen.
Van haar werd uitgegeven De eerste pianolessen, uitgave G. Alsbach & Co. uit Amsterdam (Methode om op natuurlijke wijze bij het kind het muzikaal gevoel te ontwikkelen voor rhythmus en klank, 1912).
- Gemeinsame Normdatei: 117735124
- International Standard Name Identifier: 0000 0000 1402 6587
- Nederlandse Thesaurus van Auteursnamen: 14801612X
- Virtual International Authority File: 45087731
- WorldCat: E39PBJkCXgfKBYdDtRVvQvmmVC